# Cheumatopsyche masiposa
Cheumatopsyche masiposa là một loài Trichoptera trong họ Hydropsychidae. Chúng phân bố ở vùng nhiệt đới châu Phi.